# John Anderson (attore)
John Anderson (Clayton, 20 ottobre 1922 – Sherman Oaks, 7 agosto 1992) è stato un attore statunitense.
Ha recitato in 47 film dal 1953 al 1989 ed è apparso in oltre 190 produzioni televisive dal 1950 al 1992.

## Biografia
John Anderson nacque a Clayton (Illinois), il 20 ottobre 1922. Frequentò la University of Iowa e prestò servizio nella guardia costiera statunitense durante la seconda guerra mondiale. Fece il suo debutto come attore teatrale a Broadway dopo di che, fin dai primi anni 50, prese parte a molti episodi di serie televisive, interpretando numerosi personaggi e diventando uno dei veterani del piccolo schermo durante l'epoca d'oro della televisione statunitense.
Fece il suo debutto sul grande schermo nel 1953, nel ruolo non accreditato di Bobby, nel film The Eddie Cantor Story. Interpretò il ruolo del dottor Herbert Styles in 9 episodi della serie televisiva Dallas dal 1983 al 1988 e fece una lunga serie di apparizioni da guest star in più di 200 episodi di serie televisive, interpretando anche più di un personaggio per serie. È ricordato anche per il ruolo di Charlie, il venditore di macchine usate nel film Psyco (1960) di Alfred Hitchcock, e per il ruolo di Harry Jackson, il nonno di MacGyver, in cinque episodi della omonima serie televisiva.
La sua ultima apparizione sul piccolo schermo avvenne nell'episodio All Through the Night della serie televisiva Due come noi, andato in onda il 1º aprile 1992, che lo vide nel ruolo di Ace Thompson, mentre per il grande schermo l'ultima interpretazione risale al film thriller Deadly Innocents (1989), in cui interpretò il protagonista Gus. Morì per un attacco di cuore a Sherman Oaks, in California a 69 anni, il 7 agosto 1992 e fu cremato.

## Filmografia parziale

### Cinema
- The Eddie Cantor Story, regia di Alfred E. Green (1953)
- Ombre gialle (Target Zero), regia di Harmon Jones (1955)
- La vera storia di Lynn Stuart (The True Story of Lynn Stuart), regia di Lewis Seiler (1958)
- Il giorno della vendetta (Last Train from Gun Hill), regia di John Sturges (1959)
- Psyco (Psycho), regia di Alfred Hitchcock (1960)
- Le olimpiadi dei mariti, regia di Giorgio Bianchi (1960)
- La nave più scassata dell'esercito (The Wackiest Ship in the Army), regia di Richard Murphy (1960)
- Anime sporche (Walk on the Wild Side), regia di Edward Dmytryk (1962)
- Geronimo! (Geronimo), regia di Arnold Laven (1962)
- Sfida nell'alta Sierra (Ride the High Country), regia di Sam Peckinpah (1962)
- Stazione 3: top secret (The Satan Bug), regia di John Sturges (1965)
- La carovana dell'alleluja (The Hallelujah Trail), regia di John Sturges (1965)
- Namu, the Killer Whale, regia di László Benedek (1966)
- Non per soldi... ma per denaro (The Fortune Cookie), regia di Billy Wilder (1966)
- L'uomo che uccise il suo carnefice (A Covenant with Death), regia di Lamont Johnson (1967)
- Tempo di terrore (Welcome to Hard Times), regia di Burt Kennedy (1967)
- L'ultimo colpo in canna (Day of the Evil Gun), regia di Jerry Thorpe (1968)
- Quando l'alba si tinge di rosso (A Man Called Gannon), regia di James Goldstone (1968)
- Poker di sangue (5 Card Stud), regia di Henry Hathaway (1968)
- Massacre Harbor, regia di John Peyser (1968)
- Il pistolero di Dio (Heaven with a Gun), regia di Lee H. Katzin (1969)
- Quel fantastico assalto alla banca (The Great Bank Robbery), regia di Hy Averback (1969)
- Appuntamento per una vendetta (Young Billy Young), regia di Burt Kennedy (1969)
- Le 5 facce della violenza (The Animals), regia di Ron Joy (1970)
- Pupe calde e mafia nera (Cotton Comes to Harlem), regia di Ossie Davis (1970)
- Soldato blu (Soldier Blue), regia di Ralph Nelson (1970)
- Man and Boy, regia di E.W. Swackhamer (1971)
- La matrigna (The Stepmother), regia di Howard Avedis (1972)
- Molly and Lawless John, regia di Gary Nelson (1972)
- Il consigliori, regia di Alberto De Martino (1973)
- Azione esecutiva (Executive Action), regia di David Miller (1973)
- Il ragazzo del mare (The Dove), regia di Charles Jarrott (1974)
- Landfall, regia di Paul Maunder (1975)
- The Specialist, regia di Howard Avedis (1975)
- La vera storia di Abramo Lincoln (The Lincoln Conspiracy), regia di James L. Conway (1977)
- In Search of Historic Jesus, regia di Henning Schellerup (1979)
- Snack bar blues (Out of the Blue), regia di Dennis Hopper (1980)
- Una canaglia a tutto gas (Smokey and the Bandit II), regia di Hal Needham (1980)
- Zoot Suit, regia di Luis Valdez (1981)
- Carry Me Back, regia di John Reid (1982)
- Ashes and Embers, regia di Haile Gerima (1982)
- Amerasia, regia di Wolf-Eckart Bühler (1986)
- Mai troppo giovane per morire (Never Too Young to Die), regia di Gil Bettman (1986)
- Scorpion, regia di William Riead (1986)
- Otto uomini fuori (Eight Men Out), regia di John Sayles (1988)
- Deadly Innocents, regia di John D. Patterson (1989)

### Televisione
- Fireside Theatre – serie TV, un episodio (1950)
- Bread of Freedom – film TV (1952)
- Inside Detective – serie TV, un episodio (1953)
- The Phil Silvers Show – serie TV, 2 episodi (1955-1956)
- Panico (Panic!) – serie TV, episodio 1x12 (1957)
- The Court of Last Resort – serie TV, episodio 1x01 (1957)
- Sheriff of Cochise – serie TV, un episodio (1957)
- Tombstone Territory – serie TV, un episodio (1958)
- Avventure in fondo al mare (Sea Hunt) – serie TV, 3 episodi (1958)
- The Walter Winchell File – serie TV, un episodio (1958)
- Cimarron City – serie TV, episodio 1x01 (1958)
- The Californians – serie TV, 2 episodi (1958)
- Mike Hammer – serie TV, un episodio (1959)
- Alcoa Theatre – serie TV, un episodio (1959)
- Steve Canyon – serie TV, un episodio (1959)
- Peter Gunn – serie TV, episodio 1x27 (1959)
- Richard Diamond (Richard Diamond, Private Detective) – serie TV, un episodio (1959)
- Yancy Derringer – serie TV, episodio 1x30 (1959)
- Trackdown – serie TV, 2 episodi (1957-1959)
- Man Without a Gun – serie TV, un episodio (1959)
- The Rough Riders – serie TV, 2 episodi (1959)
- Have Gun - Will Travel – serie TV, 3 episodi (1958-1959)
- Black Saddle – serie TV, 2 episodi (1959-1960)
- Overland Trail – serie TV, un episodio (1960)
- Lo sceriffo indiano (Law of the Plainsman) – serie TV, 3 episodi (1959-1960)
- Bronco – serie TV, un episodio (1960)
- I detectives (The Detectives) – serie TV, episodi 1x13-1x20-1x28 (1960)
- Ricercato vivo o morto (Wanted: Dead or Alive) – serie TV, episodio 2x30 (1960)
- The Rebel – serie TV, un episodio (1960)
- Johnny Ringo – serie TV, un episodio (1960)
- The Man from Blackhawk – serie TV, un episodio (1960)
- The Westerner – serie TV, un episodio (1960)
- Carovana (Stagecoach West) – serie TV, episodio 1x02 (1960)
- Outlaws – serie TV, episodio 1x07 (1960)
- Ispettore Dante (Dante) – serie TV, episodio 1x09 (1960)
- I racconti del West (Zane Grey Theater) – serie TV, 3 episodi (1957-1960)
- Harrigan and Son – serie TV, un episodio (1960)
- Bat Masterson – serie TV, un episodio (1961)
- Lawman – serie TV, 2 episodi (1960-1961)
- Avventure in paradiso (Adventures in Paradise) – serie TV, episodio 2x19 (1961)
- Le leggendarie imprese di Wyatt Earp (The Life and Legend of Wyatt Earp) – serie TV, 6 episodi (1960-1961)
- 87ª squadra (87th Precinct) – serie TV, un episodio (1961)
- King of Diamonds – serie TV, un episodio (1961)
- Frontier Circus – serie TV, un episodio (1961)
- Cheyenne – serie TV, un episodio (1961)
- Alfred Hitchcock presenta (Alfred Hitchcock Presents) – serie TV, un episodio (1961)
- Tales of Wells Fargo – serie TV, 3 episodi (1958-1962)
- The Tall Man – serie TV, un episodio (1962)
- Lotta senza quartiere (Cain's Hundred) – serie TV, un episodio (1962)
- Thriller – serie TV, episodio 2x28 (1962)
- Sam Benedict – serie TV, un episodio (1962)
- Undicesima ora (The Eleventh Hour) – serie TV, un episodio (1962)
- The Dick Powell Show – serie TV, episodio 2x19 (1963)
- Alcoa Premiere – serie TV, 2 episodi (1962-1963)
- Route 66 – serie TV, un episodio (1963)
- Laramie – serie TV, 6 episodi (1960-1963)
- Stoney Burke – serie TV, 2 episodi (1962-1963)
- The Rifleman – serie TV, 11 episodi (1959-1963)
- Perry Mason – serie TV, 3 episodi (1959-1963)
- Gli intoccabili (The Untouchables) – serie TV, 3 episodi (1960-1963)
- Kraft Mystery Theater – serie TV, un episodio (1963)
- Il dottor Kildare (Dr. Kildare) – serie TV, 2 episodi (1962-1963)
- Ai confini della realtà (The Twilight Zone) – serie TV, 4 episodi (1960-1963)
- Redigo – serie TV, un episodio (1963)
- The Outer Limits – serie TV, un episodio (1963)
- Il mio amico marziano (My Favorite Martian) – serie TV, un episodio (1963)
- The Lieutenant – serie TV, episodio 1x16 (1964)
- Death Valley Days – serie TV, 2 episodi (1960-1964)
- La grande avventura (The Great Adventure) – serie TV, episodio 1x05 (1963)
- Ben Casey – serie TV, 3 episodi (1963-1964)
- The Adventures of Ozzie & Harriet – serie TV, un episodio (1964)
- Il fuggiasco (The Fugitive) – serie TV, 2 episodi (1964-1965)
- Viaggio in fondo al mare (Voyage to the Bottom of the Sea) – serie TV, un episodio (1965)
- The Crisis (Kraft Suspense Theatre) – serie TV, un episodio (1965)
- Gli uomini della prateria (Rawhide) – serie TV, 2 episodi (1964-1965)
- L'ora di Hitchcock (The Alfred Hitchcock Hour) – serie TV, 2 episodi (1962-1965)
- A Man Called Shenandoah – serie TV, episodio 1x02 (1965)
- La grande vallata (The Big Valley) – serie TV, 2 episodi (1965)
- The Wackiest Ship in the Army – serie TV, episodi 1x15-1x16 (1966)
- Lassie – serie TV, 3 episodi (1959-1966)
- Scalplock – film TV (1966)
- La leggenda di Jesse James (The Legend of Jesse James) – serie TV, un episodio (1966)
- Squadra speciale anticrimine (The Felony Squad) – serie TV, episodi 1x18 (1967)
- I sentieri del west (The Road West) – serie TV, episodio 1x21 (1967)
- Occasional Wife – serie TV, un episodio (1967)
- Iron Horse – serie TV, episodio 2x04 (1967)
- Cimarron Strip – serie TV, episodio 1x07 (1967)
- Dundee and the Culhane – serie TV, un episodio (1967)
- Tarzan – serie TV, episodi 1x18-2x13 (1967)
- Mannix – serie TV, un episodio (1967)
- Pattuglia del deserto (The Rat Patrol) – serie TV, 4 episodi (1966-1968)
- Lancer – serie TV, episodio 1x02 (1968)
- Bonanza – serie TV, 3 episodi (1960-1969)
- Arrivano le spose (Here Come the Brides) – serie TV, 2 episodi (1969)
- Il virginiano (The Virginian) – serie TV, 6 episodi (1962-1969)
- The Andersonville Trial – film TV (1970)
- Hawaii squadra cinque zero (Hawaii Five-O) – serie TV, un episodio (1971)
- Hitched – film TV (1971)
- Lo sceriffo del sud (Cade's County) – serie TV, un episodio (1971)
- McMillan e signora (McMillan & Wife) – serie TV, un episodio (1971)
- Bearcats! – serie TV, un episodio (1971)
- Sesto senso (The Sixth Sense) – serie TV, un episodio (1972)
- F.B.I. (The F.B.I.) – serie TV, 2 episodi (1966-1972)
- Set This Town on Fire – film TV (1973)
- Gunsmoke – serie TV, 12 episodi (1958-1973)
- Call to Danger – film TV (1973)
- Brock's Last Case – film TV (1973)
- Cannon – serie TV, un episodio (1973)
- Egan – film TV (1973)
- Heat Wave! – film TV (1974)
- Hec Ramsey – serie TV, 2 episodi (1973-1974)
- Smile Jenny, You're Dead – film TV (1974)
- Kung Fu – serie TV, 2 episodi (1973-1974)
- Manhunter – film TV (1974)
- Petrocelli – serie TV, un episodio (1974)
- The Bob Newhart Show – serie TV, un episodio (1974)
- Squadra emergenza (Emergency!) – serie TV, un episodio (1975)
- Barnaby Jones – serie TV, un episodio (1975)
- Dead Man on the Run – film TV (1975)
- Death Among Friends – film TV (1975)
- La casa nella prateria (Little House on the Prairie) – serie TV, episodio 2x05 (1975)
- La famiglia Holvak (The Family Holvak) – serie TV, un episodio (1975)
- Bronk – serie TV, un episodio (1975)
- The Quest – film TV (1976)
- The Dark Side of Innocence – film TV (1976)
- Bridger – film TV (1976)
- Racconti della frontiera (The Quest) – serie TV, un episodio (1976)
- Agenzia Rockford (The Rockford Files) – serie TV, un episodio (1976)
- Il ricco e il povero (Rich Man, Poor Man - Book II) – serie TV, 7 episodi (1976)
- Militari di carriera (Once an Eagle) (1976)
- Tail Gunner Joe – film TV (1977)
- Tales of the Unexpected – miniserie TV, un episodio (1977)
- The Force of Evil – film TV (1977)
- Peter Lundy and the Medicine Hat Stallion – film TV (1977)
- The Last Hurrah – film TV (1977)
- Lou Grant – serie TV, un episodio (1977)
- Donner Pass: The Road to Survival – film TV (1978)
- Il cacciatore di cervi (The Deerslayer) – film TV (1978)
- L'incredibile Hulk (The Incredible Hulk) – serie TV, episodio 2x12 (1979)
- Backstairs at the White House – miniserie TV, 4 episodi (1979)
- Project UFO – serie TV, un episodio (1979)
- Lobo (The Misadventures of Sheriff Lobo) – serie TV, un episodio (1980)
- Premiata agenzia Whitney (Tenspeed and Brown Shoe) – serie TV, un episodio (1980)
- Sanford – serie TV, un episodio (1981)
- ABC Weekend Specials – serie TV, un episodio (1981)
- I Jefferson (The Jeffersons) – serie TV, 2 episodi (1981)
- Checking In – serie TV, un episodio (1981)
- Ralph supermaxi eroe (The Greatest American Hero) – serie TV, un episodio (1981)
- Cuore e batticuore (Hart to Hart) – serie TV, un episodio (1981)
- Bret Maverick – serie TV, un episodio (1982)
- Il mio amico Ricky (Silver Spoons) – serie TV, un episodio (1982)
- Per la prima volta (The First Time) – film TV (1982)
- Quincy (Quincy M.E.) – serie TV, 3 episodi (1977-1982)
- Voyagers! – serie TV, un episodio (1982)
- Missing Children: A Mother's Story – film TV (1982)
- Professione pericolo (The Fall Guy) – serie TV, un episodio (1983)
- M*A*S*H – serie TV, un episodio (1983)
- Insight – serie TV, un episodio (1983)
- Jessie – serie TV, un episodio (1984)
- Top Secret (Scarecrow and Mrs. King) – serie TV, un episodio (1984)
- Riptide – serie TV, un episodio (1984)
- Sins of the Past – film TV (1984)
- Matt Houston – serie TV, 2 episodi (1984-1985)
- Nord e Sud (North and South)– miniserie TV, 6 episodi (1985)
- Hardesty House – film TV (1986)
- Disneyland – serie TV, 3 episodi (1964-1986)
- Dream West – miniserie TV (1986)
- Starman – serie TV, un episodio (1986)
- Heart of the City – serie TV, un episodio (1987)
- American Harvest – film TV (1987)
- Mathnet – serie TV, un episodio (1987)
- Square One TV – serie TV, un episodio (1987)
- Vita col nonno (Our House) – serie TV, un episodio (1987)
- Dallas – serie TV, 9 episodi (1983-1988)
- Annie McGuire – serie TV, un episodio (1988)
- Hunter – serie TV, un episodio (1988)
- Baby Boom – serie TV, un episodio (1988)
- Knightwatch – serie TV, 3 episodi (1989)
- Full Exposure: The Sex Tapes Scandal – film TV (1989)
- Star Trek: The Next Generation – serie TV, episodio 3x03 (1989)
- Matlock – serie TV, 2 episodi (1990)
- Follow Your Heart – film TV (1990)
- Shannon's Deal – serie TV, un episodio (1990)
- MacGyver – serie TV, 5 episodi (1985-1990)
- Balki e Larry - Due perfetti americani (Perfect Strangers) – serie TV, un episodio (1991)
- Vendetta alla luce del giorno (In Broad Daylight) – film TV (1991)
- La signora in giallo (Murder, She Wrote) – serie TV, episodio 7x19 (1991)
- Daddy, regia di Michael Miller – film TV (1991)
- Babe Ruth – film TV (1991)
- Benedizione mortale (Bed of Lies) – film TV (1992)
- In viaggio nel tempo (Quantum Leap) – serie TV, un episodio (1992)
- Due come noi (Jake and the Fatman) – serie TV, un episodio (1992)

## Doppiatori italiani
Nelle versioni in italiano delle opere in cui ha recitato, John Anderson è stato doppiato da:
- Giorgio Gusso in Appuntamento per una vendetta, MacGyver (st. 1-2), Benedizione mortale
- Diego Michelotti in L'ultimo colpo in canna, Il pistolero di Dio
- Manlio Guardabassi in Poker di sangue, La casa nella prateria
- Cesare Barbetti in Psyco
- Nino Bonanni in Sfida nell'Alta Sierra
- Renato Turi in La carovana dell'alleluia
- Pino Locchi in Ai confini della realtà (ep. 2x18)
- Gino Baghetti in Soldato blu
- Giorgio Piazza in Il consigliori
- Antonio Paiola ne I Jefferson
- Giorgio Lopez in Top Secret
- Sergio Graziani in Star Trek: The Next Generation
- Sandro Tuminelli in MacGyver (st. 5-6)